# Август Вільгельм Кнох
Август Вільгельм Кнох (нім. August Wilhelm Knoch; 1742—1818) — німецький натураліст, професор фізики в Collegium Carolinum у Брауншвейгу.

## Біографія
Август Вільгельм Кнох був сином брауншвейзького придворного проповідника Георга Кноха. Закінчив вивчення теології в Лейпцигу з відзнакою, а потім працював у Брауншвейзі наставником таємного радника. У 1775 році він спочатку був доглядачем у Каролінум, що дало йому можливість приділяти більше часу своєму інтересу до природничих наук.
Кнох працював у галузі ентомології, і його точні спостереження привели до тритомної праці «Внески до історії комах», опублікованої між 1781 і 1783 роками. У 1789 році він був призначений професором фізики. Його робота «Нові внески в ентомологію» з'явилася в 1801 році.